# 시기 목록
이 문서는 전 세계의 도시 상징기 (시기) 목록이다.

## 

카트만두

오슬로
트론헤임
베르겐

웰링턴
오클랜드

## 그리스
- 파일:Flag of Athens.svg

베를린
함부르크
뮌헨
쾰른
프랑크푸르트암마인
슈투트가르트
뒤셀도르프
도르트문트
라이프치히
브레멘
뉘른베르크
드레스덴
하노버
킬
로스토크
아헨
프라이부르크임브라이스가우
마인츠
뮌스터

하노이의 기
호치민

브뤼셀
앤트워프
헨트
샤를루아
브뤼허

상파울루
리우데자네이루
사우바도르
포르탈레자
벨루오리존치
쿠리치바
마나우스

스톡홀름
보로스
예테보리

베른
제네바
취리히
로잔

마드리드
바르셀로나
세비야
발렌시아
빌바오
레온
팔마데마요르카
사라고사
말라가
멜리야
세우타
카세레스

싱가포르

아부다비
두바이
푸자이라
샤르자
움알쿠와인
라스알카이마

부에노스아이레스
로사리오

(시티오브) 런던
버밍엄
에든버러
카디프
벨파스트
요크
포츠머스
플리머스
링컨
애버딘

시드니
멜버른
브리즈번
애들레이드
퍼스

빈
잘츠부르크
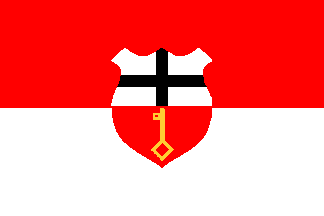
린츠

예루살렘
텔아비브
하이파

카이로
알렉산드리아
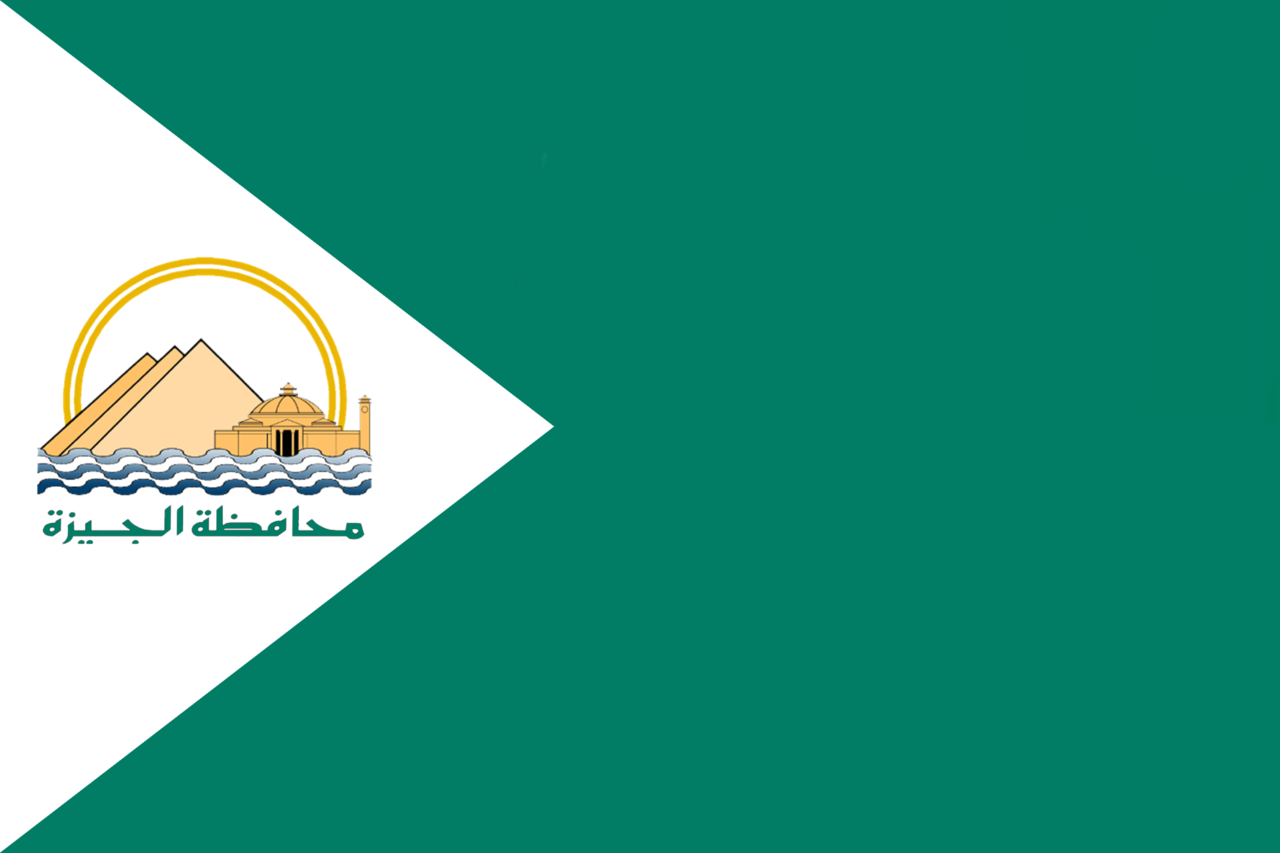
기자

로마
밀라노
나폴리
팔레르모
토리노
바리
피렌체
베네치아
제노바
트리에스테
파르마
모데나
안코나

도쿄도
오사카시
요코하마시
삿포로시
후쿠오카시
기타큐슈시
구마모토시
나고야시
니가타시
시즈오카시
히로시마시
하마마쓰시
오카야마시
고베시
교토시
지바시
가와사키시
사이타마시
센다이시
사가미하라시
사카이시
나가사키시

타이베이
타이난
신베이
가오슝
타이중

홍콩 특별행정구
마카오 특별행정구

프라하
플젠

아스타나
알마티
아티라우
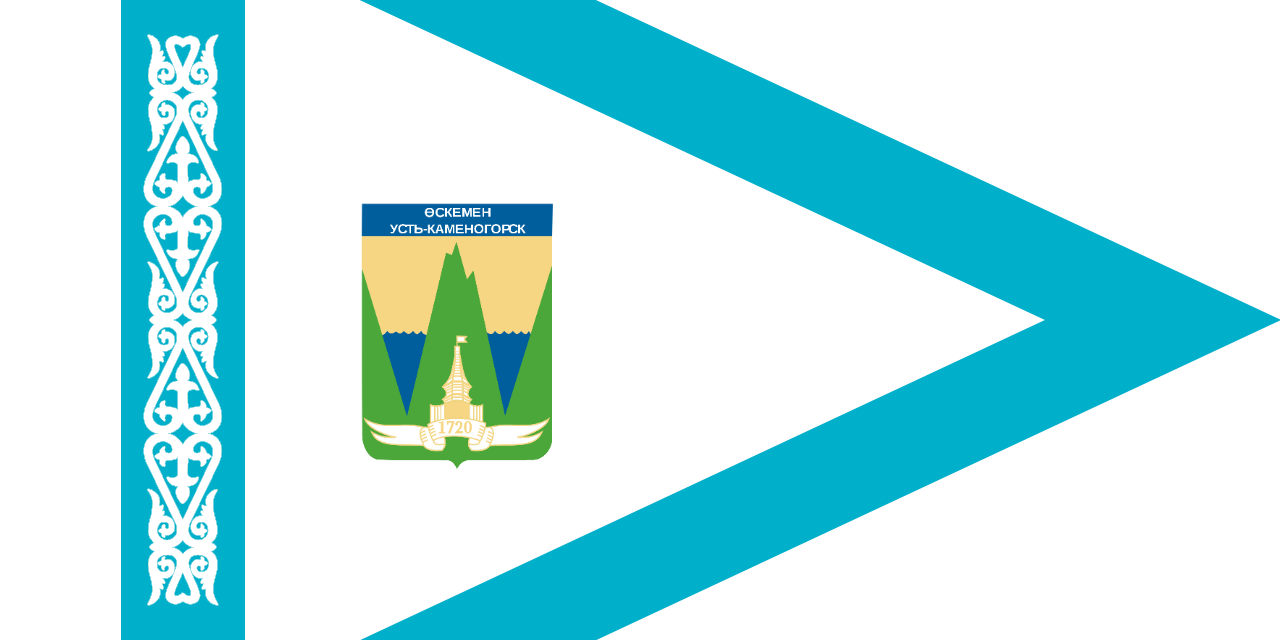
외스케멘
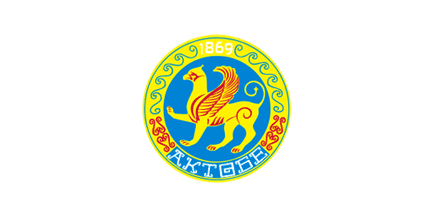
악퇴베

오타와
토론토
몬트리올
퀘벡 시
리자이나
샬럿타운
위니펙
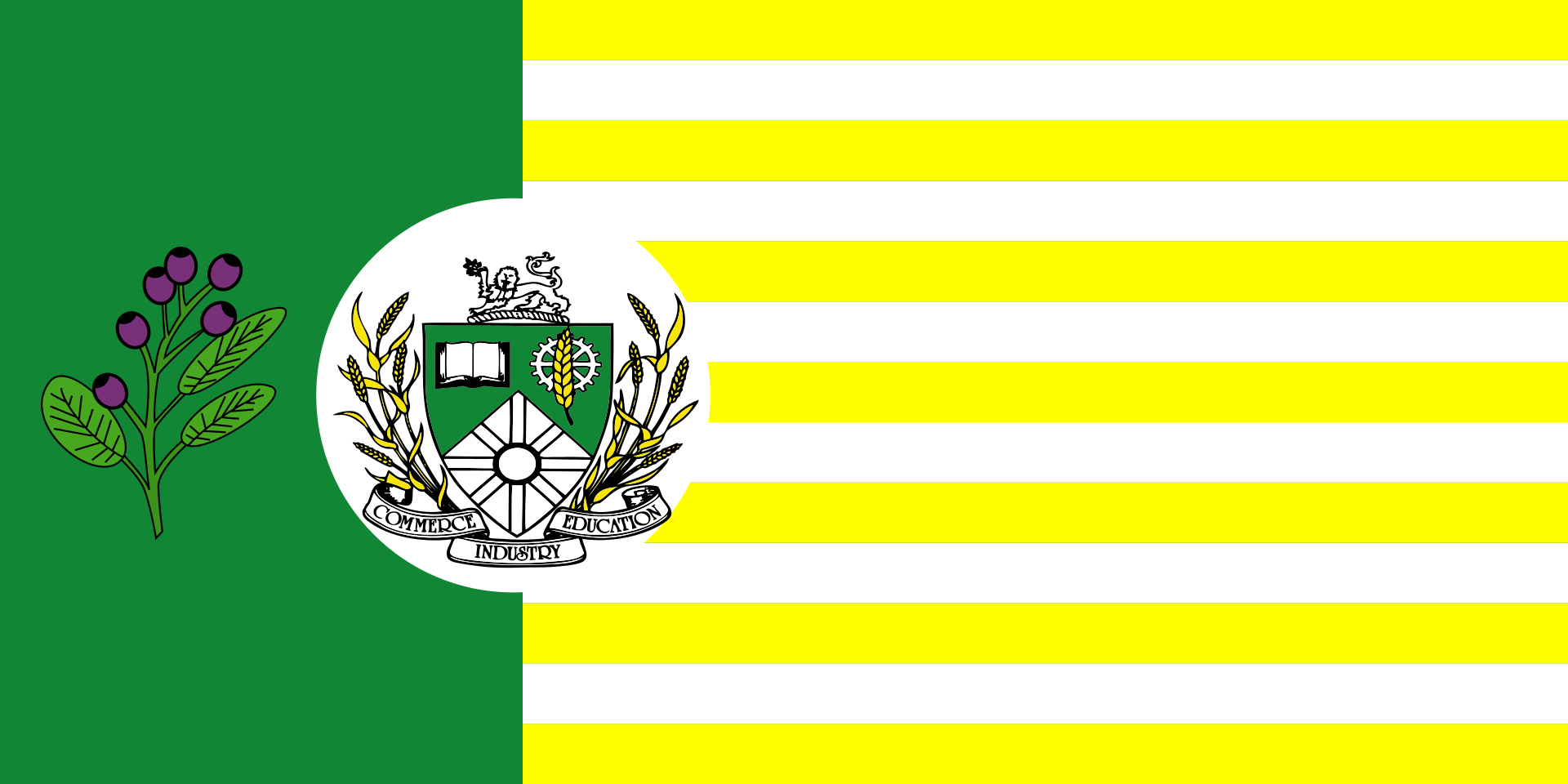
새스커툰
레스브리지

비슈케크
오시

방콕
푸껫

바르샤바
포즈난
브로츠와프
우치
비아위스토크
올슈틴
그단스크
그디니아
루블린
오폴레
쳉스토호바
말보르크

파리
마르세유
리옹
니스
낭트
스트라스부르
렌
브레스트
랭스
브장송
그르노블
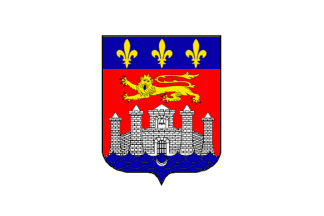
보르도
부르주
메스
툴롱
반

헬싱키
투르쿠
오울루
바사

마닐라

부다페스트
데브레첸
솜버트헤이
에스테르곰
페치
미슈콜츠

## 남아프리카 공화국

프리토리아
요하네스버그
더반

## 네덜란드

암스테르담
헤이그
로테르담
에인트호번
위트레흐트
마스트리흐트
즈볼러
아른험
미델뷔르흐

## 네팔
- 카트만두

## 노르웨이
- 오슬로
- 트론헤임
- 베르겐

## 뉴질랜드
- 웰링턴
- 오클랜드

## 대한민국

강릉시
거제시
경산시
경주시
계룡시
고양시
공주시
과천시
광명시
광양시
광주광역시
광주시
구리시
구미시
군산시
군포시
김제시
김천시
김포시
김해시
나주시
남양주시
남원시
논산시
당진시
대구광역시
대전광역시
동두천시
동해시
목포시
문경시
밀양시
보령시
부산광역시
부천시
사천시
삼척시
상주시
서산시
서울특별시
성남시
세종특별자치시
속초시
수원시
순천시
시흥시
아산시
안동시
안산시
안성시
안양시
양산시
양주시
여수시
여주시
영주시
영천시
오산시
용인시
울산광역시
원주시
의왕시
의정부시
이천시
익산시
인천광역시
전주시
정읍시
제천시
진주시
창원시
천안시
청주시
춘천시
충주시
태백시
통영시
파주시
평택시
포천시
포항시
하남시
화성시

## 독일
- 베를린
- 함부르크
- 뮌헨
- 쾰른
- 프랑크푸르트암마인
- 슈투트가르트
- 뒤셀도르프
- 도르트문트
- 라이프치히
- 브레멘
- 뉘른베르크
- 드레스덴
- 하노버
- 킬
- 로스토크
- 아헨
- 프라이부르크임브라이스가우
- 마인츠
- 뮌스터

멕시코시티
과달라하라
레온
치와와

울란바토르

## 러시아

모스크바
상트페테르부르크
니즈니노브고로드
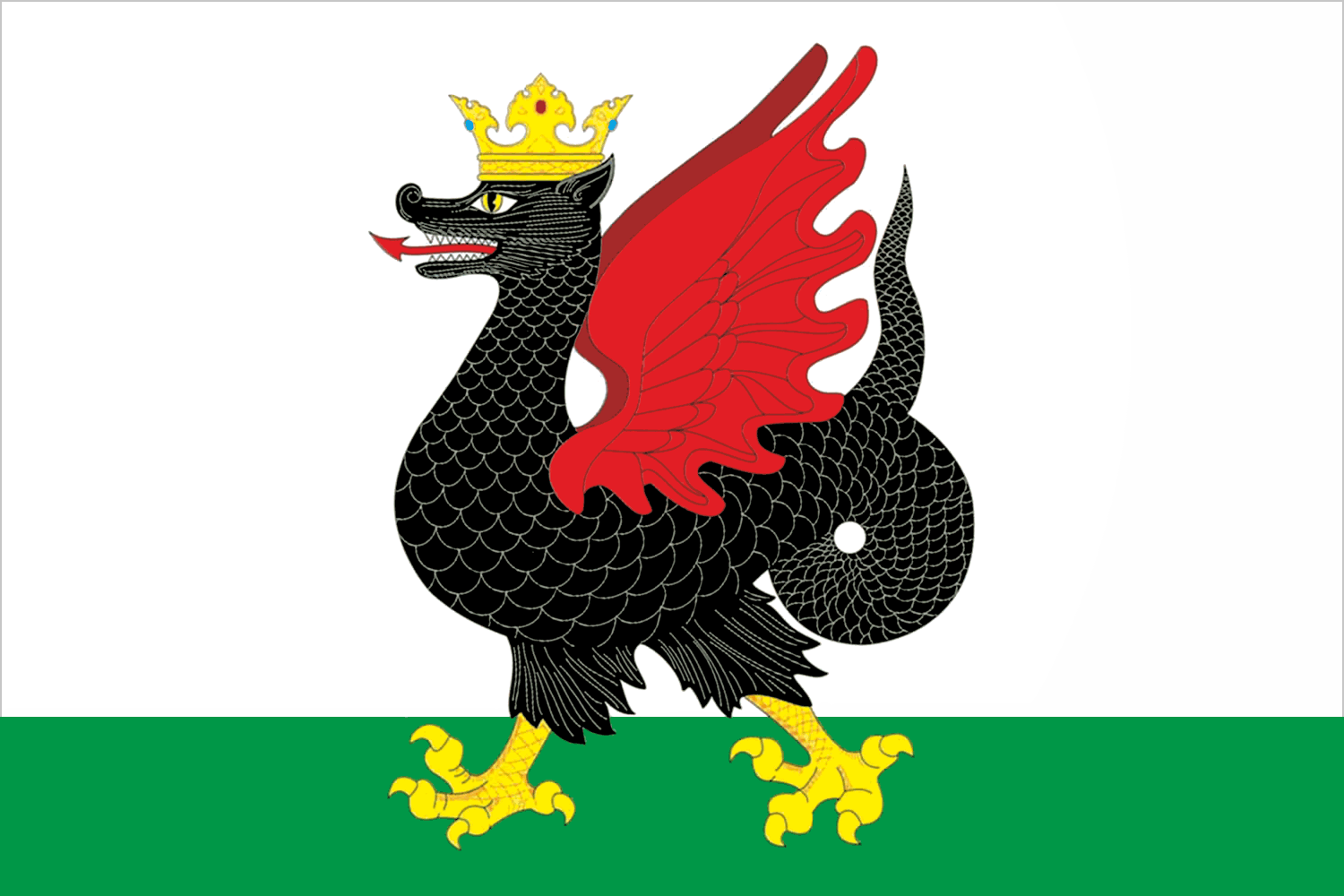
카잔
사마라
블라디보스토크
로스토프나도누
우파
볼고그라드
페름
사라토프
노보시비르스크
예카테린부르크
옴스크
크라스노야르스크
첼랴빈스크
아스트라한
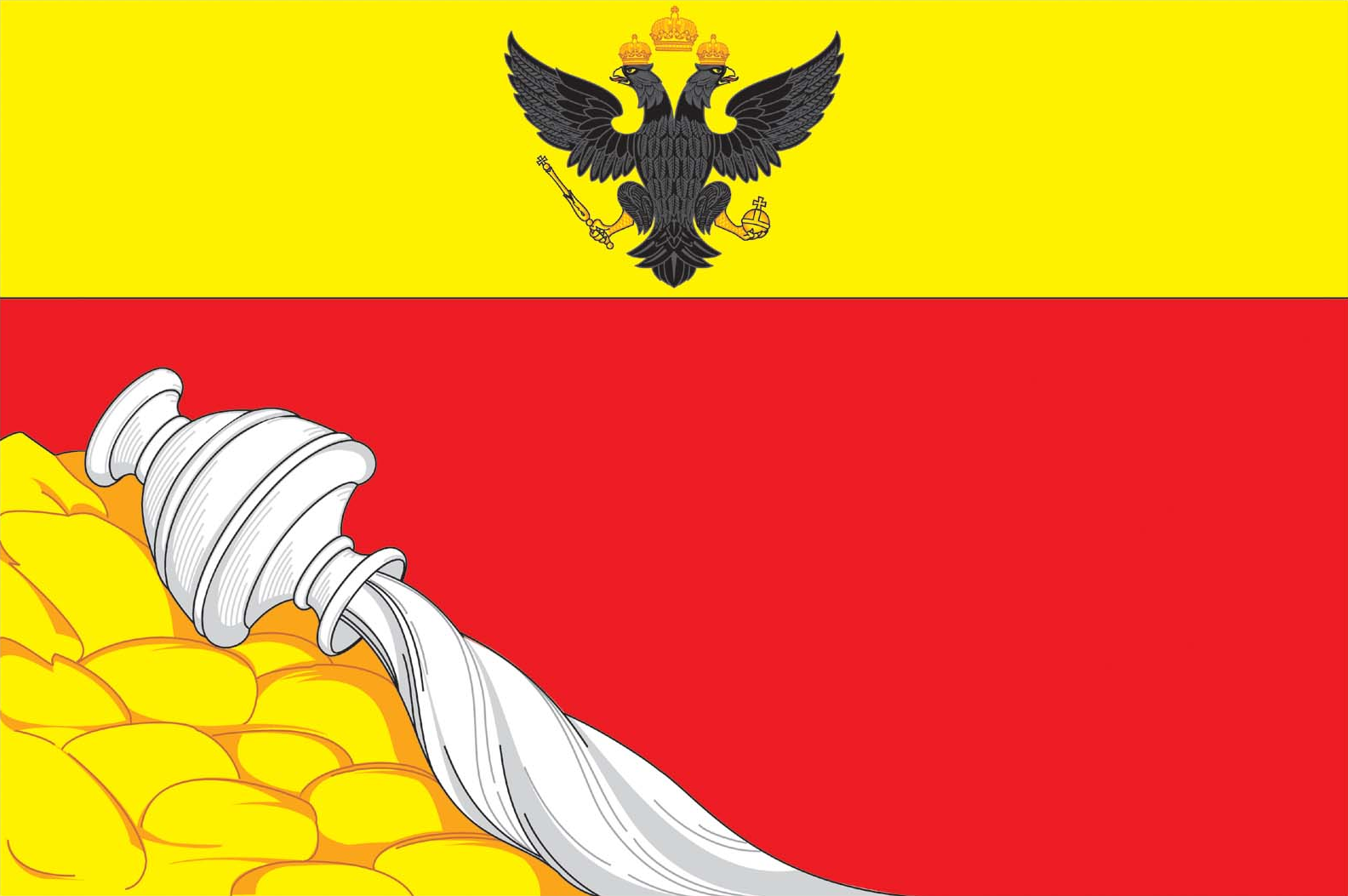
보로네시
툴라
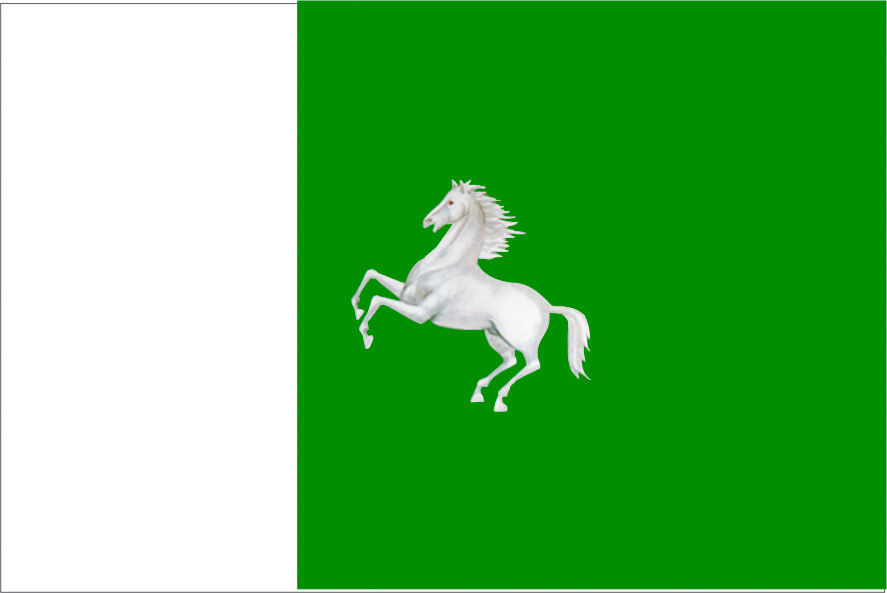
톰스크
트베리
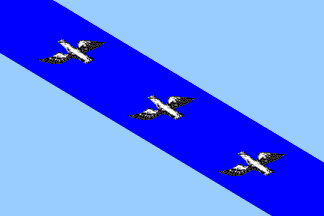
쿠르스크
칼리닌그라드
벨리키노브고로드
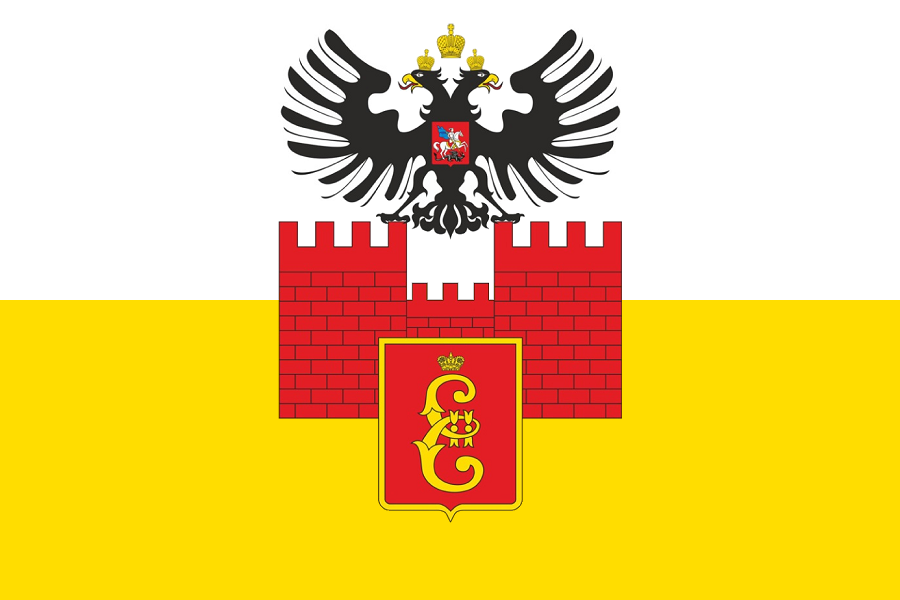
크라스노다르
오룔
랴잔

## 멕시코
- 멕시코시티
- 과달라하라
- 레온
- 치와와

## 몽골
- 울란바토르

## 미국

워싱턴 D.C.
뉴욕
로스앤젤레스 (상세)
시카고
휴스턴
필라델피아
샌안토니오
샌디에고
댈러스
산호세
잭슨빌
인디애나폴리스
샌프란시스코
마이애미
오스틴
콜럼버스
샬럿
디트로이트
엘패소
멤피스
볼티모어
보스턴
시애틀
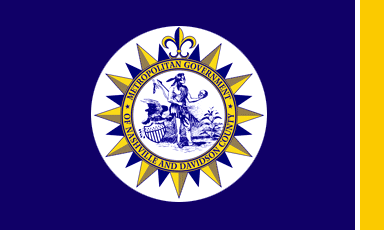
내슈빌
덴버
밀워키
리틀록
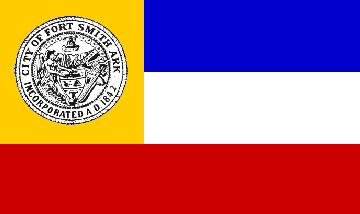
포트스미스
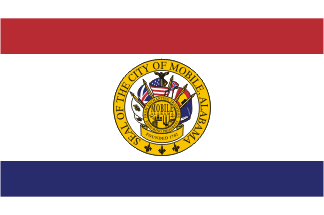
모빌
유니언
앨버커키
포틀랜드
저먼타운
버펄로

## 베트남
- 하노이의 기
- 호치민호치민

## 벨기에
- 브뤼셀
- 앤트워프
- 헨트
- 샤를루아
- 브뤼허

## 브라질
- 상파울루
- 리우데자네이루
- 사우바도르
- 포르탈레자
- 벨루오리존치
- 쿠리치바
- 마나우스

## 스웨덴
- 스톡홀름
- 보로스
- 예테보리

## 스위스
- 베른
- 제네바
- 취리히
- 로잔

## 스페인
- 마드리드
- 바르셀로나
- 세비야
- 발렌시아
- 빌바오
- 레온
- 팔마데마요르카
- 사라고사
- 말라가
- 멜리야
- 세우타
- 카세레스

## 싱가포르
- 싱가포르

## 아랍에미리트
- 아부다비
- 두바이
- 푸자이라
- 샤르자
- 움알쿠와인
- 라스알카이마

## 아르헨티나
- 부에노스아이레스
- 로사리오

## 영국
- (시티오브) 런던
- 버밍엄
- 에든버러
- 카디프
- 벨파스트
- 요크
- 포츠머스
- 플리머스
- 링컨
- 애버딘

## 오스트레일리아
- 시드니
- 멜버른
- 브리즈번
- 애들레이드
- 퍼스

## 오스트리아
- 빈
- 잘츠부르크
- 린츠

## 이스라엘
- 예루살렘
- 텔아비브
- 하이파

## 이집트
- 카이로
- 알렉산드리아
- 기자

## 이탈리아
- 로마
- 밀라노
- 나폴리
- 팔레르모
- 토리노
- 바리
- 피렌체
- 베네치아
- 제노바
- 트리에스테
- 파르마
- 모데나
- 안코나

## 일본
- 도쿄도
- 오사카시
- 요코하마시
- 삿포로시
- 후쿠오카시
- 기타큐슈시
- 구마모토시
- 나고야시
- 니가타시
- 시즈오카시
- 히로시마시
- 하마마쓰시
- 오카야마시
- 고베시
- 교토시
- 지바시
- 가와사키시
- 사이타마시
- 센다이시
- 사가미하라시
- 사카이시
- 나가사키시

## 중화민국
- 타이베이
- 타이난
- 신베이
- 가오슝
- 타이중

## 중화인민공화국
- 홍콩 특별행정구
- 마카오 특별행정구

## 체코
- 프라하
- 플젠

## 카자흐스탄
- 아스타나
- 알마티
- 아티라우
- 외스케멘
- 악퇴베

## 캐나다
- 오타와
- 토론토
- 몬트리올
- 퀘벡 시
- 리자이나
- 샬럿타운
- 위니펙
- 새스커툰
- 레스브리지

## 키르기스스탄
- 비슈케크
- 오시

## 태국
- 방콕
- 푸껫

## 폴란드
- 바르샤바
- 포즈난
- 브로츠와프
- 우치
- 비아위스토크
- 올슈틴
- 그단스크
- 그디니아
- 루블린
- 오폴레
- 쳉스토호바
- 말보르크

## 프랑스
- 파리
- 마르세유
- 리옹
- 니스
- 낭트
- 스트라스부르
- 렌
- 브레스트
- 랭스
- 브장송
- 그르노블
- 보르도
- 부르주
- 메스
- 툴롱
- 반

## 핀란드
- 헬싱키
- 투르쿠
- 오울루
- 바사

## 필리핀
- 마닐라

## 헝가리
- 부다페스트
- 데브레첸
- 솜버트헤이
- 에스테르곰
- 페치
- 미슈콜츠

## 옛 시기

서울특별시 (1946-1996)
부산광역시 (1963-1995)
인천광역시 (1977-1996)
광주광역시 (1986-1988)
광주광역시 (1988-2000)
대전광역시 (1972-1995)
대구광역시 (1977-1996)
대구광역시 (1996-2001)

## 같이 보기
- 도시
- 깃발 목록
- 행정 구역의 깃발 목록
  - 대한민국 지방자치단체의 기와 휘장 목록